# Giovanni Salvatore
Giovanni Salvatore (Castelvenere, 3 ottobre 1611 – Napoli, 1688 circa) è stato un compositore, organista e insegnante italiano.

## Biografia
Nato da agiata famiglia a Castelvenere nel Sannio, studiò nel seminario di Cerreto Sannita, dove fu ordinato sacerdote nel 1638, svolgendo poi mansioni ecclesiastiche nella sua città natale. Non si hanno notizie sulla sua iniziale formazione musicale. Non è suffragata da documenti la notizia che avesse studiato al conservatorio della Pietà dei Turchini di Napoli.
Si trasferì successivamente a Napoli, dove nel 1640 studiava composizione sotto la direzione del padre oratoriano Erasmo di Bartolo. Nel 1641 fu nominato organista della chiesa dei SS. Severino e Sossio. In quell'anno diede alle stampe i suoi Ricercari... e curò la terza edizione del trattato teorico pratico  Porta aurea sive directorium chori. Opera utilissima a chi desidera imparar di canto fermo di Giovanni Battista Olifante, aggiungendovi in appendice una Breve regola per rispondere con l'organo al choro (Napoli, Ottavio Beltrano, 1641). Più tardi divenne organista e maestro di cappella della basilica di San Lorenzo Maggiore. Nel 1675 era organista della chiesa del Carmine.
Dal 1662 al 1673 fu primo maestro ai Turchini e tra il 1674 e il 1688 del conservatorio dei Poveri di Gesù Cristo. Tra i suoi allievi ebbe forse Giovanni Cesare Netti.
Morì probabilmente nell'agosto 1688.

## Considerazioni sull'opera
Secondo quanto riferiscono Giuseppe Ottavio Pitoni e Antimo Liberati, fu molto stimato dai contemporanei. Liberati lo considerava valorosissimo nella musica per tastiera e, insieme a Francesco Turini e Giovanni Valentini, fra i migliori compositori di musica vocale. Oggi è difficile poter accettare in modo acritico questi giudizi, dal momento che gran parte della musica vocale, sacra e profana, di Giovanni Salvatore è ancora da studiare, trascrivere e riscoprire. Le sue composizioni sacre sono composte nello stile concertato in uso verso la metà del XVII secolo, caratterizzato da progressioni e dissonanze espressive, ma all'interno di un linguaggio armonico alquanto stabile. Nelle sue composizioni per organo adottò invece uno stile che segue, pur non interamente, la maniera di Girolamo Frescobaldi, Giovanni Maria Trabaci e Ascanio Mayone. Come questi compositori, utilizza una scrittura virtuosistica nei brani di genere toccatistico, e severa in quelli contrappuntistici, in cui non mancano durezze e ligature, vale a dire dissonanze e ritardi. L'opera organistica di Salvatore, pur mostrando un'evoluzione rispetto allo stile di Trabaci, Mayone ed altri napoletani, non è denotata da caratteri particolarmente innovativi.

## Opere

### Musica vocale
- 2 salmi per 5 voci (1645)
- Missa defunctorum per 4 voci e organo
- Messa e Vespri per 4 voci
- 3 Messe per 4 voci, 2 violini e organo (1640)
- Introito per 4 cori
- Magnificat per 5 voci e 2 violini
- 2 Litanie per 5 voci e 2 cori
- Audite coeli per 4 cori
- Beati omnes per 5 voci
- Canticum trium puerorum per 4 cori e violino (1657)
- Confitebor per 2 cori
- Credidi per 4 cori
- Exurgat Deus per 6 voci
- In mone Oliveti
- Laudate pueri per 5 voci e violini
- Nisi Dominus per 5 voci
- O quam dulcis per 3 voci e organo
- Portae coeli per 9 voci e strumenti
- Salve regina per 5 voci e 2 violini
- Stabat mater dolorosa per 5 voci e organo
- Obstupescite et amiramini a 4 cori con violini
- En dilectus noster a 4 cori con violini
- Domine quis habitabit a 4 cori con violini
- Altre messe, introiti, responsori, mottetti, salmi e inni
- Non sia mai (aria per 1 voce e basso continuo)
- S'inganna il mio pensiero (aria per 1 voce e basso continuo)
- All'hor che Tirsi (aria per 1 voce e basso continuo)

### Musica per tastiera
- Ricercari a 4 voci, canzoni francesi, toccate e versi per rispondere nelle messe con l'organo al choro, libro I (1641, Napoli)
- 2 Ricercari a 2 (1665)
- Capriccio del primo tono, 2 correnti, durezze e ligature, 2 toccate

## Edizione moderne
- Giovanni Salvatore, Collected keyboard works,  edited by Barton Hudson, American Institute of Musicology, 1964 (Corpus of early keyboard music, 3)
- Giovanni Salvatore, I responsori de' tre notturni dell'ufficio de' defonti, Caserta, Associazione culturale Francesco Durante, 2001